# Campeonato de Clubes da CFU de 2011
O Campeonato de Clubes da CFU de 2011 foi a edição de 2011 do Campeonato de Clubes da CFU, que é a competição anual realizada entre os clubes cujas associações de futebol são afiliadas à União Caribenha de Futebol - (CFU). Os três melhores times do torneio se classificaram para a Liga dos Campeões da CONCACAF de 2011-12.

## Equipes Classificadas
Os seguintes clubes foram inscritos na competição:
| Associação            | Equipe                    | Método de Qualificação                                 |
| --------------------- | ------------------------- | ------------------------------------------------------ |
| Antígua e Barbuda     | Bassa                     | Campeão - 2009–10 Antigua and Barbuda Premier Division |
| Bermuda               | Dandy Town Hornets        | Campeão - 2009–10 Bermudian Premier Division           |
| Ilhas Cayman          | Bodden Town               | Vice-campeão - 2009–10 CIFA National League            |
| Dominica              | Centre Bath Estate        | Campeão - 2009–10 Dominica Championship                |
| Guiana                | Alpha United              | Campeão - 2010 Guyana Super League                     |
| Guiana                | Milerock                  | Vice-campeão - 2010 Guyana Super League                |
| Haiti                 | Tempête                   | Campeão - 2010–11 Ligue Haïtienne Ouverture            |
| Porto Rico            | River Plate               | Campeão - 2010 Puerto Rico Soccer League               |
| Porto Rico            | Puerto Rico IslandersDT   | Vice-campeão - 2010 Puerto Rico Soccer League          |
| São Cristóvão e Nevis | Newtown United            | Campeão - 2009–10 SKNFA Premier League                 |
| Santa Lúcia           | Northern United All Stars | Campeão - 2010 Saint Lucia Premier Division            |
| Suriname              | Inter Moengotapoe         | Campeão - 2009–10 Hoofdklasse                          |
| Suriname              | Walking Bout Company      | Vice-campeão - 2009–10 Hoofdklasse                     |
| Trinidad e Tobago     | Defence Force             | Campeão - 2010–11 TT Pro League                        |
| Trinidad e Tobago     | Caledonia AIA             | Vice-campeão - 2010–11 TT Pro League                   |

DT Detentor do título
As seguintes associações  que não classificaram uma equipe:
| - Anguilla - Aruba - Bahamas - Barbados - Ilhas Virgens Britânicas - Cuba - Curaçao | - República Dominicana - Guiana Francesa - Granada - Guadalupe - Jamaica - Martinica | - Montserrat - São Martinho Francês - São Vicente e Granadinas - São Martinho Neerlandês - Turks e Caicos - Ilhas Virgens Americanas |

## Formato da competição
O sorteio para o torneio aconteceu em 2 de fevereiro de 2011. As duas primeiras eliminatórias serão jogadas em duas partidas, em função do placar agregado. O atual campeão, Puerto Rico Islanders, entra direto na segunda elinatória. A rodada final, que consiste na semifinal, a partida pelo terceiro lugar e a final, serão disputados em eliminatória de partida única.
Foi originalmente anunciado que a etapa final seria jogada em Trinidad e Tobago. No entanto, foi anunciada em 12 de maio de 2011 que o Alpha United da Guiana, um dos semifinalistas, sediaria a fase final, com as semifinais em 25 de maio, e a partida terceiro lugar, e a final em 27 de maio, com jogos disputados no Providence Stadium em Georgetown, Guiana.

## Fase Preliminar

### Eliminatória 1
A programação da primeira eliminatória foi anunciada em 2 de março de 2011.
| Equipe 1                  | Total    | Equipe 2             | 1.º jogo | 2.º jogo |
| ------------------------- | -------- | -------------------- | -------- | -------- |
| Dandy Town Hornets        | 1–41     | Defence Force        | 1–1      | 0–3      |
| Newtown United            | 0–6      | Caledonia AIA        | 0–1      | 0–5      |
| River Plate               | 2–1      | Bodden Town          | 2–0      | 0–1      |
| Centre Bath Estate        | w/o2     | Tempête              |          |          |
| Northern United All Stars | 1–6      | Walking Bout Company | 0–3      | 1–3      |
| Milerock                  | 2–2 (gf) | Inter Moengotapoe    | 0–1      | 2–1      |
| Alpha United              | w/o2     | Bassa                |          |          |

Notas
- Nota 1: Ordem dos confrontos foi revertido após o sorteio original.
- Nota 2: Centre Bath Estate e Bassa desistiram de participar. Tempête e Alpha United classificaram-se automaticamente.

#### Jogos de ida
| 10 de março de 2011 | Dandy Town Hornets | 1 – 1     | Defence Force | BAA Field, Hamilton                       |
| 20:00 UTC−4         | Swan 22'           | Relatório | Narcis 30'    | Público: 350 Árbitro: ICA Kenville Holder |

| 10 de março de 2011 | Newtown United | 0 – 1     | Caledonia AIA | Newtown Football Stadium, Basseterre    |
| 20:00 UTC−4         |                | Relatório | Rochford 53'  | Público: 500 Árbitro: ATG Bryan Willett |

| 13 de março de 2011 | Northern United All Stars | 0 – 3     | Walking Bout Company                   | Mindoo Philip Park, Castries                |
| 16:00 UTC−4         |                           | Relatório | Aílton 32' · Lupson 45+2' · Felter 49' | Público: 320 Árbitro: GUY Stanley Lancaster |

| 13 de março de 2011 | Milerock | 0 – 1     | Inter Moengotapoe | MacKenzie Sport Club Ground, Linden |
| 19:30 UTC−4         |          | Relatório | Brunswijk 88'     | Público: 300 Árbitro: TRI Lee Davis |

| 18 de março de 2011 | River Plate                | 2 – 0     | Bodden Town | T.E. Field Mcfield Annex Sports Centre, George Town (Ilhas Cayman)3 |
| 19:00 UTC−5         | Megaloudis 2' · Frantz 63' | Relatório |             | Público: 150 Árbitro: JAM Dave Peterkin                             |

Notes
- Nota 3: Partida disputada nas Ilhas Cayman ao invés de Porto Rico.

#### Jogos de volta
| 19 de março de 2011 | Defence Force                 | 3–0       | Dandy Town Hornets | Manny Ramjohn Stadium, San Fernando    |
| 18:00 UTC−4         | Narcis 18' · Edwards 73', 84' | Relatório |                    | Público: 500 Árbitro: JAM Kevin Thomas |

Defence Force venceu por 4–1 no placar agregado.
| 19 de março de 2011 | Inter Moengotapoe | 1–2       | Milerock                  | André Kamperveen Stadion, Paramaribo      |
| 20:00 UTC−3         | van Dijk 90+3'    | Relatório | Hercules 5' · Crandon 75' | Público: 1,500 Árbitro: ATG Bryan Willett |

2–2 no placar agregado; Milerock classificou-se pela regra do gol fora.
| 19 de março de 2011 | Caledonia AIA                                                         | 5–0       | Newtown United | Hasely Crawford Stadium, Port of Spain      |
| 19:30 UTC−4         | Stewart 12' · Rochford 43' · Joseph 48' · Armstrong 64' · Woodley 89' | Relatório |                | Público: 500 Árbitro: GUY Stanley Lancaster |

Caledonia AIA venceu por 6–0 no placar agregado.
| 20 de março de 2011 | Bodden Town  | 1–0       | River Plate | T.E. Field Mcfield Annex Sports Centre, George Town |
| 18:00 UTC−5         | Calderon 75' | Relatório |             | Público: 275 Árbitro: JAM Dave Peterkin             |

River Plate venceu por 2–1 no placar agregado.
| 26 de março de 2011 | Walking Bout Company                   | 3–1       | Northern United All Stars | André Kamperveen Stadion, Paramaribo |
| 20:00 UTC−3         | Aroepa 3' · Lupson 40' · Afonsoewa 49' | Relatório | Prosper 17'               | Público: 300 Árbitro: TRI Lee Davis  |

Walking Bout Company venceu por 6–1 no placar agregado.

### Eliminatória 2
O cronograma da segunda eliminatória foi anunciada em 1 de abril de 2011.
| Equipe 1             | Total       | Equipe 2              | 1.º jogo | 2.º jogo  |
| -------------------- | ----------- | --------------------- | -------- | --------- |
| Walking Bout Company | 1–84        | Puerto Rico Islanders | 1–1      | 0–7       |
| Milerock             | 0–7         | Defence Force         | 0–4      | 0–3       |
| Caledonia AIA        | 1–1 (2–3 p) | Tempête               | 0–1      | 1–0 (pro) |
| Alpha United         | 3–2         | River Plate           | 0–0      | 3–2       |

Notas
- Nota 4: Ordem dos confrontos foi revertido após o sorteio original.

#### Jogos de ida
| 10 de abril de 2011 | Milerock | 0–4       | Defence Force                          | MacKenzie Sport Club Ground, Linden         |
| 19:30 UTC−4         |          | Relatório | Joseph 8' · Roy 31' · Edwards 60', 67' | Público: 600 Árbitro: DMA Ignatius Baptiste |

| 15 de abril de 2011 | Alpha United | 0–0       | River Plate | Bourda Cricket Ground, Georgetown     |
| 20:00 UTC−4         |              | Relatório |             | Público: 500 Árbitro: TRI Neal Brizan |

| 22 de abril de 2011 | Caledonia AIA | 0–1       | Tempête           | Ato Boldon Stadium, Couva  |
| 20:00 UTC−4         |               | Relatório | Armstrong 5' (gc) | Árbitro: BRB Trevor Taylor |

| 7 de maio de 2011 | Walking Bout Company | 1–1       | Puerto Rico Islanders | André Kamperveen Stadion, Paramaribo |
| 20:00 UTC−3       | Sandvliet 48'        | Relatório | Cunningham 90+1'      | Árbitro: JAM Raymond Bogle           |

#### Jogos de volta
| 17 de abril de 2011 | River Plate             | 2–3       | Alpha United                               | Bourda Cricket Ground, Georgetown (Guiana)5 |
| 15:00 UTC−4         | Maroni 78' · Díaz 90+4' | Relatório | Peters 55' (pên) · Abrams 58' · Murray 83' | Público: 500 Árbitro: TRI Lee Davis         |

Alpha United venceu por 3–2 no placar agregado.
| 22 de abril de 2011 | Defence Force             | 3–0       | Milerock | Ato Boldon Stadium, Couva                |
| 18:00 UTC−4         | Elcock 11' · Roy 43', 89' | Relatório |          | Público: 520 Árbitro: JAM Kevin Morrison |

Defence Force venceu por 7–0 no placar agregado.
| 8 de maio de 20116 | Tempête | 0–1       | Caledonia AIA | Parc Levelt, Saint-Marc     |
| 16:00 UTC−5        |         | Relatório | Armstrong 6'  | Árbitro: ARU Rudolph Angela |

|  |       | Penalidades |
|  | 3 – 2 |             |

1–1 no placar agregado; Tempête venceu nos pênaltis.
| 14 de maio de 2011 | Puerto Rico Islanders                                                                    | 7–0       | Walking Bout Company | Estadio Juan Ramón Loubriel, Bayamón     |
| 20:00 UTC−4        | Delgado 5', 8' · Pitchkolan 12' · Foley 37' · Bouraee 44' · Faña 56' · Salem 88' (pên) · | Relatório |                      | Público: 500 Árbitro: JAM Kevin Morrison |

Puerto Rico Islanders venceu por 8–1 no placar agregado.
Notas
- Nota 5: Jogo disputado na Guiana, em vez de Porto Rico.
- Nota 6: Atrasado de 29 de abril de 2011 por causa de problemas na viagem da equipe do Caledonia AIA para o Haiti.[6]

## Fase final
O sorteio para a rodada final foi realizado em 16 de maio de 2011. Todas as partidas serão realizadas no Providence Stadium em Georgetown, Guiana.
|  | Semifinais         | Semifinais         |   |               | Final              | Final |  |
|  |                    |                    |   |               |                    |       |  |
|  |                    |                    |   |               |                    |       |  |
|  | Tempête (pên)      | 0 (4)              |   |               |                    |       |  |
|  | Defence Force      | 0 (2)              |   |               |                    |       |  |
|  |                    |                    |   |               |                    |       |  |
|  |                    |                    |   |               |                    |       |  |
|  |                    |                    |   |               | Tempête            | 1     |  |
|  |                    | PR Islanders (pro) | 3 |               |                    |       |  |
|  |                    |                    |   |               |                    |       |  |
|  |                    |                    |   |               |                    |       |  |
|  |                    |                    |   |               | Terceiro lugar     |       |  |
|  |                    |                    |   |               |                    |       |  |
|  | Alpha United       | 1                  |   | Defence Force | 1 (3)              |       |  |
|  | PR Islanders (pro) | 3                  |   |               | Alpha United (pên) | 1 (4) |  |

### Semifinais
| 25 de maio de 2011 | Tempête | 0 – 0 (pro) | Defence Force | Providence Stadium, Georgetown          |
| 18:00 UTC−4        |         | Relatório   |               | Público: 900 Árbitro: ATG Bryan Willett |

|                                  |       | Penalidades                      |  |
| Charles Valdano Gregory Changler | 4 – 2 | Roy K. Joseph Fletcher A. Joseph |  |

| 25 de maio de 2011 | Alpha United | 1 – 3 (pro) | Puerto Rico Islanders                | Providence Stadium, Georgetown                |
| 20:00 UTC−4        | Jacobs 37'   | Relatório   | Bouraee 23' · Faña 108' · Foley 116' | Público: 1,500 Árbitro: DMA Ignatius Baptiste |

### Disputa do 3º lugar
| 27 de maio de 2011 | Defence Force | 1 – 1     | Alpha United | Providence Stadium, Georgetown |
| 18:00 UTC−4        | Roy 58'       | Relatório | Peters 52'   | Árbitro: SVG Caswell Cambridge |

|  |       | Penalidades |
|  | 3 – 4 |             |

### Final
| 27 de maio de 2011 | Tempête     | 1 – 3 (pro) | Puerto Rico Islanders         | Providence Stadium, Georgetown |
| 20:30 UTC−4        | Charles 42' | Relatório   | Needham 34' · Faña 100', 113' | Árbitro: BRB Trevor Taylor     |

| Campeonato de Clubes da CFU Campeão 2011 |
| ---------------------------------------- |
| Porto Rico                               |
| Puerto Rico Islanders Segundo Título     |

Puerto Rico Islanders, Tempête, e Alpha United estão classificados para a Fase Preliminar da Liga dos Campeões da CONCACAF de 2011-12.